# Pere, Valabons, Sabinià, Vistremund, Abenci i Jeremies de Còrdova
Pere, Valabons, Sabinià, Vistremund, Abenci i Jeremies de Còrdova (diversos llocs d'Andalusia, s. VIII-IX - Còrdova, 7 de juny de 851) foren sis eclesiàstics mossàrabs, morts com a màrtirs a mans de musulmans. Són venerats com a sants per diverses confessions cristianes, amb els altres Màrtirs de Còrdova. Immediatament, la comunitat cristiana els considerà màrtirs. La festivitat litúrgica dels tres sants se celebra el 7 de juny.

Valabons (Walabonsus) havia nascut a Elepha (avui Niebla, Huelva), fill de pare cristià i mare conversa des de l'islamisme. Amb els seus pares i la seva germana Maria (que també moriria màrtir cinc mesos després), s'establí a Còrdova, al llogarret de Froniano, i s'educà al monestir de San Félix d'aquest lloc. Ordenat diaca molt jove, exercí amb el sacerdot Pere, nascut a Astigi (actual Écija, Sevilla).
Sabinià i Vistremund eren de Froniano i s'havien fet monjos al proper monestir de San Zoilo de Armilata, a la serralada de Còrdova. Al seu torn, Abenci o Habenci era cordovès i monjo a San Cristóbal, vivint com a reclòs amb gran austeritat. Jeremies, també de Còrdova, era també monjo i havia fundat el monestir doble de Tábanos, on va retirar-se amb la seva esposa Isabel i altres parents; era oncle dels futurs màrtirs Isaac de Còrdova i Coloma de Tábanos.
Durant la persecució als cristians decretada pel califa Muhàmmad I, els sis es presentaren davant les autoritats per recriminar-los l'execució de Sanç de Còrdova i d'Isaac, martiritzat feia poc per predicar el cristianisme. Foren empresonats i condemnats a mort; Jeremies fou fuetejat abans, i els sis foren decapitats el 7 de juny de 851. Els seus cossos foren exposats i cremats, i les seves cendres llençades al riu Guadalquivir.